# Tampoc
Tampoc – rzeka w zachodniej części Gujany Francuskiej, dopływ rzeki Ouaqui.